# Cheilolejeunea minutissima
Cheilolejeunea minutissima là một loài Rêu trong họ Lejeuneaceae. Loài này được M. Nakan. mô tả khoa học đầu tiên..